# Artemisia chienshanica
Artemisia chienshanica là một loài thực vật có hoa trong họ Cúc. Loài này được Ling & W.Wang mô tả khoa học đầu tiên năm 1979.